# Channel-Port-aux-Basques
Pour les articles homonymes, voir Basque.
Channel-Port-aux-Basques est une des plus anciennes cités de Terre-Neuve, et donc du Canada en Amérique du Nord.

## Toponymie
La ville doit son nom aux chasseurs de baleine basques qui dès le XVIe siècle venaient dans cette région.

## Situation
C'est également le départ du traversier pour Sydney, en Nouvelle-Écosse, ainsi que le point de départ de navires côtiers.
La ville compte environ 5 000 habitants et marque l'extrémité occidentale de la portion terre-neuvienne de la Route transcanadienne.

## Histoire
Dans les années 1500, une flotte basque s'y est installée et y a construit un port en eaux profondes pour établir un centre de commerce du poisson.
Anthony Parkhurst compta, en 1578, au minimum vingt à trente baleiniers basques à Terre-Neuve, parmi plus de 100 navires espagnols.
Rapidement, Port-aux-Basques est devenue la capitale francophone de Terre-Neuve, jusqu'à ce que sa propriété soit revendiquée par l'Angleterre.

## Économie
Au XIXe siècle, on y pêchait l'encornet.

## Climat
| Mois                                  | jan.       | fév.       | mars       | avril      | mai       | juin      | jui.      | août      | sep.    | oct.    | nov.       | déc.       | année          |
| ------------------------------------- | ---------- | ---------- | ---------- | ---------- | --------- | --------- | --------- | --------- | ------- | ------- | ---------- | ---------- | -------------- |
| Température minimale moyenne (°C)     | −8,4       | −9,9       | −6,7       | −1,5       | 2,4       | 6,3       | 10,7      | 11,9      | 8,6     | 4,1     | 0          | −5         | 1              |
| Température moyenne (°C)              | −5,1       | −6,4       | −3,6       | 1,4        | 5,7       | 9,8       | 14        | 15,3      | 12,1    | 7,4     | 2,8        | −2,1       | 4,3            |
| Température maximale moyenne (°C)     | −1,8       | −2,8       | −0,4       | 4,3        | 9         | 13,2      | 17,2      | 18,7      | 15,5    | 10,6    | 5,6        | 0,9        | 7,5            |
| Record de froid (°C) date du record   | −23,3 1920 | −26,1 1915 | −24,1 1986 | −13,3 1923 | −6,7 1972 | −1,1 1914 | 3,5 1991  | 2,8 1923  | 0 1914  | −4 1986 | −11,3 1993 | −21,2 1984 | −26,1 2/2/1915 |
| Record de chaleur (°C) date du record | 9,9 1979   | 8,9 1976   | 11,2 1983  | 18,2 1997  | 22,2 1959 | 25,3 1994 | 27,8 1956 | 27,2 1911 | 30 1955 | 25 1955 | 15 1982    | 10,7 1993  | 30 12/9/1955   |
| Précipitations (mm)                   | 151,6      | 125,2      | 107,5      | 139,1      | 118,6     | 127,4     | 113,5     | 118,6     | 125,4   | 145,2   | 151,2      | 172,2      | 1 594,5        |
| dont neige (cm)                       | 101,9      | 81,7       | 49,1       | 17,4       | 2,4       | 0         | 0         | 0         | 0       | 2,2     | 21,8       | 78,6       | 355            |
| Nombre de jours avec précipitations   | 26,2       | 21,5       | 19,4       | 16,2       | 15        | 16,3      | 16,5      | 15,2      | 16,7    | 18,4    | 20,1       | 24,2       | 225,6          |
| Humidité relative (%)                 | 80,1       | 79,3       | 78,1       | 78,7       | 76,9      | 79,8      | 83,8      | 82        | 79,7    | 78      | 80,9       | 80,6       | 79,8           |
| Nombre de jours avec neige            | 24,5       | 20,2       | 15,1       | 6,4        | 0,8       | 0,1       | 0         | 0         | 0,1     | 1,1     | 9,4        | 19,9       | 97,6           |

| Diagramme climatique                                  |               |               |              |           |              |               |               |              |              |           |            |
| J                                                     | F             | M             | A            | M         | J            | J             | A             | S            | O            | N         | D          |
| −1,8−8,4151,6                                         | −2,8−9,9125,2 | −0,4−6,7107,5 | 4,3−1,5139,1 | 92,4118,6 | 13,26,3127,4 | 17,210,7113,5 | 18,711,9118,6 | 15,58,6125,4 | 10,64,1145,2 | 5,60151,2 | 0,9−5172,2 |
| Moyennes : • Temp. maxi et mini °C • Précipitation mm |               |               |              |           |              |               |               |              |              |           |            |